# دگرگونی ادراک
ویوارتاوادا Vivartavada دگرگونی ادراک است  برهمن علت العلل است و پدیده‌های عالم صور تخیلی است که به آن اضافه می‌شود. 

## اشتقاق لغات
کلمه سانسکریت vivarta (विवर्त) به معنای تغییر شکل و وضعیت تغییر یافته‌است. اصطلاح vivartavada از کلمه vivarta گرفته شده‌است.

## سانکیها
در این مکتب معلول بالقوه در علت موجود است و علت واقعاً مبدل به معلول می‌شود (parinamavada) و هر دو از یک سنخ هستند.. 

## ودانتا عاری از ثنویت
طبق آئین ودانتا عاری از ثنویت (advaita)  علت در اصل کوچک‌ترین تغییری نمی‌کند و فقط به صور و مظاهر و پدیده‌های بی بود و توهم (maya) ظاهر می‌شود. یعنی در حال رؤیا دیدن هستیم.

## توصیف دنیا
اگرچه ادراک این جهان را می‌توان به صورت متعارف واقعی توصیف کرد، اما آگاهی از این مسئله که این ادراک یکی از واقعیات و تأثیرات برهمن است و فرد باید بتواند برای آزادی و ادراکِ دیگر واقعیات کوشش کند.